# Diastatomma ruwenzorica
Diastatomma ruwenzorica är en trollsländeart som beskrevs av Elliot C.G. Pinhey 1961. Diastatomma ruwenzorica ingår i släktet Diastatomma och familjen flodtrollsländor. Inga underarter finns listade i Catalogue of Life.